# Tetraodon pustulatus
Tetraodon pustulatus är en fiskart som beskrevs av Murray 1857. Tetraodon pustulatus ingår i släktet Tetraodon och familjen blåsfiskar. IUCN kategoriserar arten globalt som sårbar. Inga underarter finns listade i Catalogue of Life.